# Alistra stenura
Alistra stenura là một loài nhện trong họ Hahniidae.
Loài này thuộc chi Alistra. Alistra stenura được Eugène Simon miêu tả năm 1898.